# Schönenbach (Subersach)
Der Schönenbach, im Oberlauf Osterguntenbach, ist ein etwas über sieben Kilometer langer Gebirgsbach und ein linker Zufluss zur Subersach im österreichischen Bundesland Vorarlberg. Er liegt im Bregenzerwald und bildet die Grenze zwischen Bregenzerwaldgebirge und Allgäuer Alpen. Er ist nach dem Rubach der zweitlängste Zufluss zur Subersach.

## Geographie

### Verlauf
Die Quelle liegt an der steilen felsigen Westflanke des Diedamskopfes. Die Stelle ist nicht zugänglich. Der Bach heißt hier bis zum Eintritt in die Hochebene beim Vorsäß Schönenbach Osterguntenbach. Zwischen Gewässerkilometer 7,15 und 6,7 liegen Wiesen der Stoggertennalpe. Danach folgt ein kurzes felsiges Waldtobel. Zwischen Gewässerkilometer 6,3 und 5,3 liegt die Alpe Ostergunten. Es folgt wieder ein Waldstück. Zwischen Gewässerkilometer 4,8 und 4,3 liegen rechtsseitig die Mittlere und Vordere Unterspitzalpe. Nach einer Waldschlucht mit einer linksseitigen steilen Felswand erreicht der Bach eine Hochebene mit der Vorsäßsiedlung Schönebach, ab hier heißt auch der Bach Schönebach. Er mäandert in zahlreichen Windungen durch die Hochebene, zwischen Gewässerkilometer 3,2 und 1,5 liegt Das Biotop Nr. 20417 Sumoos, ein Moorkomplex von nationaler Bedeutung mit Hochmooren, Zwischenmooren, und Flachmooren.
Zwischen Gewässerkilometer 1,5 und 1 liegt rechtsseitig die Vorsäßsiedlung Schönenbach. Danach fließt der Bach nochmals durch den Wald und mündet in die Subersach.

### Zuflüsse
(Vom Ursprung bis zur Mündung mit Namen und Seite. Namen und Längen (auf eine Nachkommastelle gerundet) nach dem VorarlbergAtlas)
- Tomasquelle (rechts), 0,2 km, bei der Osterguntenalpe
- Hellbach (rechts), 3,0 km, beim Vorsäß Schönebach[1]